# Dimitris Saravakos
Dimitris Saravakos (en griego: Δημήτρης Σαραβάκος; n. Atenas, 26 de julio de 1971) es un exfutbolista griego que jugaba en la demarcación de extremo. 

## Selección nacional
Jugó un total de 78 partidos con la selección de fútbol de Grecia. Hizo su debut el 1 de diciembre de 1982 en un partido amistoso contra Suiza que finalizó con un resultado de 1-3 a favor del combinado suizo. Jugó varias clasificaciones para la Copa Mundial de Fútbol y para la Eurocopa, hasta que finalmente jugó la Copa Mundial de Fútbol de 1994, quedando eliminado en la fase de grupos. Finalmente el 7 de septiembre de 1994 jugó su último partido como internacional, para la clasificación de la Eurocopa de 1996 contra las Islas Feroe, anotando un gol y ganando el encuentro por 1-5.

### Participaciones en Copas del Mundo
| Mundial                        | Sede           | Resultado      | Partidos | Goles |
| ------------------------------ | -------------- | -------------- | -------- | ----- |
| Copa Mundial de Fútbol de 1994 | Estados Unidos | Fase de grupos | 1        | 0     |

## Clubes
| Club             | País   | Año         | Partidos | Goles |
| ---------------- | ------ | ----------- | -------- | ----- |
| Panionios FC     | Grecia | 1979 - 1984 | 132      | 35    |
| Panathinaikos FC | Grecia | 1984 - 1994 | 252      | 125   |
| AEK Atenas FC    | Grecia | 1994 - 1996 | 47       | 21    |
| Panathinaikos FC | Grecia | 1997 - 1998 | 2        | 0     |

## Palmarés
Panathinaikos FC
- Superliga de Grecia (3): 1986, 1990, 1991
- Copa de Grecia (6): 1986, 1988, 1989, 1991, 1993, 1994
- Supercopa de Grecia (2): 1988, 1993

AEK Atenas FC
- Copa de Grecia (1): 1996
- Supercopa de Grecia (1): 1996